# Nomenclatură (comunism)
Nomenklatura (în limba rusă: номенклату́ра)  era un segment mic de elită al membrilor partidului comunist din Uniunea Sovietică și apoi din celelate țări comuniste, formată din clasa conducătoare a demnitarilor cu mari responsabilități și privilegii pe măsură.

## Etimologie
Cuvântul rusesc nomenklatura (номенклату́ра), derivat din cuvântul latin nomenclatura, se traduce prin listă de nume. La început era lista cu cele mai importante funcții de stat sau de partid din Uniunea Sovietică, care erau deținute de membrii Partidul Comunist al Uniunii Sovietice. Prin extensie, termenul a început să desemneze și persoanele care ocupau efectiv aceste poziții.